# Cruzeiro do Sul Foot-Ball Club
O Cruzeiro do Sul Foot-Ball Club foi uma agremiação esportiva da cidade de Manaus, no estado do Amazonas. 

## História
O Cruzeiro do Sul foi fundado no dia 1° de outubro de 1926. Seu escudo era representado pelo Cruzeiro do Sul na cor azul. O time disputou os campeonatos amazonenses de 1928, 1929, 1930, 1931, 1933 e 1934, sendo essa sua ultima participação na competição. Conseguiu ser campeão logo na sua primeira participação, um dos poucos clubes no futebol amazonense a ter este feito.

## Títulos

### Estaduais
- Campeonato Amazonense: 2 vezes (1928 e 1930)
- Vice - Campeonato Amazonense: 1 vezes (1929).